# P-O Edin
Per-Olof Edin, conocido como P-O Edin, (Älvsby församling, Norbotnia,  Suecia, 8 de agosto de 1940 - Norbotnia, Estocolmo, Suecia, 10 de diciembre de 2021), fue un economista sueco que trabajó como economista jefe de la Confederación de Sindicatos Suecos.
Edin era hijo de Sven Edin y Helga, de soltera Nilsson, y después de sus estudios académicos obtuvo una licenciatura en filosofía. Fue investigador en el Comité de Precios y Carteles de 1965 a 1972, jefe de investigación en el Sindicato de Trabajadores de la Industria Metalúrgica de 1972 a 1979, economista de la Confederación de Sindicatos Suecos de 1979 a 1982, asesor y responsable de la propuesta sobre fondos de empleados en el Ministerio de Finanzas de 1982 a 1984, y economista jefe de la Confederación de Sindicatos Suecos de 1984 a 2000.
Fue presidente del consejo en la Universidad de Södertörn de 1998 a 2004, en AMS desde 1999 y en la Fundación del Mar Báltico desde el año 2000.
Edin dio nombre al grupo Edin, que a mediados de la década de 1990 fue un grupo de economistas de las partes del mercado laboral. El grupo Edin era un foro para consultas sobre las negociaciones salariales suecas y el margen de aumento salarial.
Después de jubilarse de la  Confederación de Sindicatos Suecos, Edin se dedicó a asesorar sobre inversiones económicas para organizaciones sin fines de lucro. También fue director de inversiones en la Fundación del Mar Báltico.
En 1999, Edin fue nombrado profesor. Fue miembro de la Real Academia de Ciencias de la Ingeniería desde 1991. Está enterrado en el cementerio de Brännkyrka.